# Camilla Valenti Gonzaga

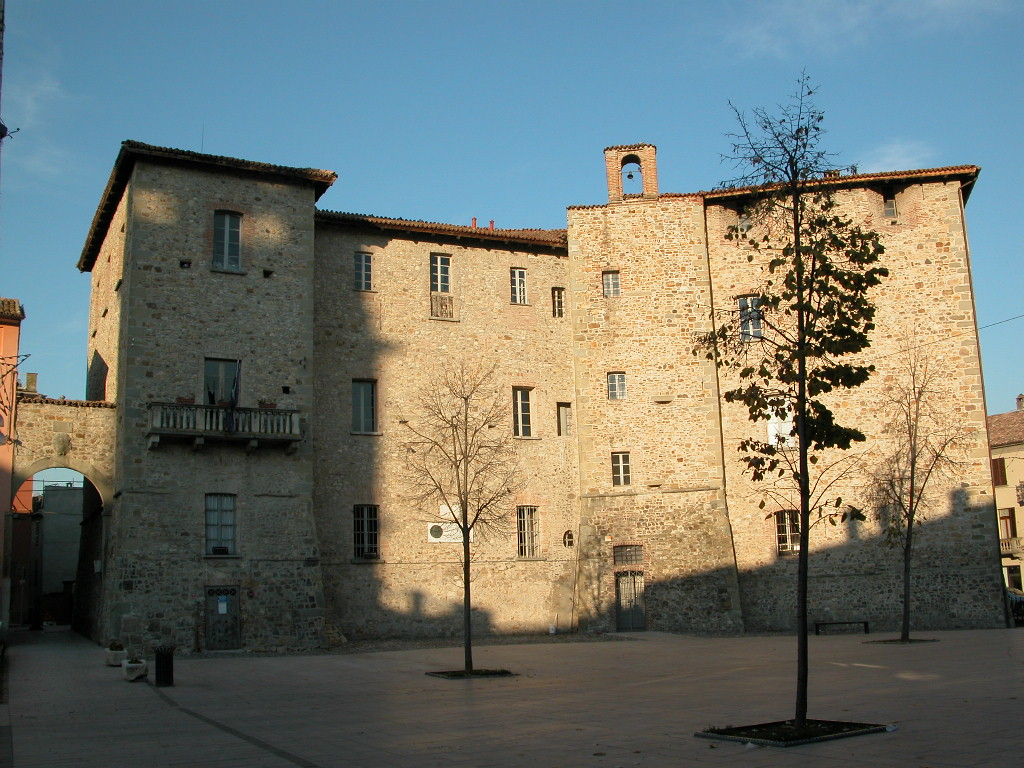
Rocca di Pianello Val Tidone

Camilla Valenti Gonzaga (Mantova, 1520 – Pianello Val Tidone, 1544) è stata una letterata italiana.

## Biografia
Era figlia di Valente Valenti e di Violante Gambara, sorella della poetessa Veronica Gambara. Amante della letteratura, si dedicò anche agli studi sacri. Fu lodata da Pietro Aretino, da Niccolò d'Arco e da Rinaldo Corso.
Sposò nel 1543 il condottiero conte di Sanguinetto Giacomo Michele Dal Verme (?-1544) al servizio della Spagna, figlio di Federico Dal Verme, del ramo Dal Verme di Bobbio.
Morì nella rocca di Pianello nel 1544, straziata per la perdita del marito.

## Opere
- Lettere volgari di diversi, Venezia, 1544.[4]